# ぎょう虫感染症
ぎょう虫感染症（ぎょうちゅうかんせんしょう）は、 ギョウチュウ（ぎょう虫、蟯虫）によりヒトに寄生し感染する疾患である。一般的によくある症状は、肛門周囲のかゆみである。このかゆみにより睡眠が困難になることがある。虫卵を嚥下してから新たな虫卵が肛門周辺に現れるのは4～8週間後である。一部のヒトは感染しても症状が出ないヒトもいる。
ぎょう虫感染症はぎょう虫の卵によりヒトに拡散される。虫卵は肛門周辺で初期発生し最大3週間その環境で生存できる。汚染された手や食品や物などにより虫卵を飲み込むことになる。これらのリスクがあるのは学校に通うヒト、医療介護施設または刑務所に住んでるヒト、または感染者の介護をしてるヒトである。この感染症はその他の動物によっては拡散されない。診断は1センチ程のぎょう虫の発見または顕微鏡で見られる虫卵である。
一般的な治療はメベンダゾール、ピランテル、またはアルベンダゾールの2週間おきの2度の服用である。感染患者と暮らしているヒトまたは介護しているヒトも同時に治療すべきである。薬の服用後は私物の熱湯洗浄が勧められる。正しい手洗い、毎朝の入浴、日々の下着の着替えにより再感染の予防ができる。
ぎょう虫感染症は世界各地で一般的に診られる感染症であり、先進国でもよく診られる線虫感染症である。学校に通う年齢の子供の感染が最も一般的である。米国では約20%のヒトが1度は感染したことがある。 感染リスクの高い団体の感染率は50%である。この感染症は重度の病気ではない。ぎょう虫は歴史を通しヒトに影響を与えてきたと信じられる。